# Пишегрю, Шарль
Жан-Шарль Пишегрю (фр. Jean-Charles Pichegru, 16 февраля 1761, Ле-Планш-пре-Арбуа (фр.), Франш-Конте — 6 апреля 1804, Париж) — французский военный и политический деятель, дивизионный генерал (1793). Участвовал в заговоре против Наполеона Бонапарта. Его имя высечено на Триумфальной арке, на третьей колонне.

## Юность
Родился в деревне Ле-Планш близ городка Арбуа, Франш-Конте (по данным Шарля Нодье, родился в Ле-Планше близ Лон-ле-Сонье, Франш-Конте). Происходил из крестьянской семьи, начальное образование получил в монастыре, окончил колледж (1780), затем был отправлен в Бриеннскую военную школу в Бриен-ле-Шато. В военной школе он получил хорошее образование, стал репетитором по математике, в числе его учеников состоял Наполеон Бонапарт. В 1783 году он был зачислен канониром в 1 артиллерийский полк, вырос до сержанта, недолго участвовал в Американской революции, вернувшись, получил звание адъютанта (унтер-офицерский ранг, выше сержанта, но ниже прапорщика).

## Карьера в революционной армии
В начале Французской революции в 1791 году — президент клуба якобинцев в Безансоне. Затем, когда в город вошёл полк добровольцев из Гара, они выбрали его своим заместителем командира. Полк в 1792 году вошёл в состав Рейнской армии. В первых же боях проявились его решительность и мастерство маневрирования. С 1792 года Пишегрю работал в штабе.

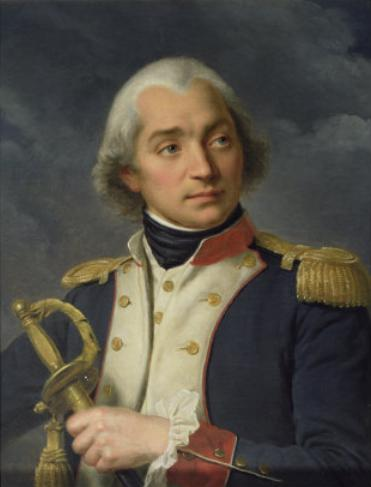
Шарль Пишегрю

Отличное состояние полка было замечено в армии, организаторские способности Пишегрю в штаб-квартире оценили и 22 августа 1793 года он становится бригадным генералом. В 1793 году Лазар Карно и Луи Антуан Сен-Жюст были отправлены искать генералов недворянского происхождения, которые бы хорошо себя зарекомендовали. Карно обнаружил Жан-Батиста Журдана, а Сен-Жюст открыл Луи Лазара Гоша и Пишегрю. Пишегрю стал 4 октября 1793 года дивизионным генералом и сначала стал командовать Верхнерейнской дивизией, а 27 октября получает под командование всю рейнскую армию. Он дисциплинировал распущенные войска, приучил их к малой войне и, не предпринимая решительных действий, утомлял неприятеля постоянными нападениями. Он атаковал коалиционные войска под командованием Дагоберта Зигмунда фон Вурмзера в сражении при Агно. В течение недель коалиционные силы в жестоких боях шаг за шагом были отброшены назад. Объединёнными усилиями с мозельской армией под командованием Гоша в битве под Фрешвиллером в декабре они заставили Вурмзера окончательно покинуть Эльзас. Во второй битве Вейсенбурге Пишегрю был подчинён Гошу, который показал себя тяжёлым начальником. Тем не менее, французы снова выиграли битву, вынудили Вурмзера перебраться на восточный берег Рейна, а прусскую армию отступить в Майнц.
В декабре 1793 года, вероятно по доносам коллег, генерал Гош был арестован. Пишегрю становится командующим рейнско-мозельской армией. В феврале 1794 года он сменил Журдана, на посту командующего Северной армией (до марта 1795 г.). Войска Великобритании, республики Соединённых провинций и Габсбургской монархии занимали сильные позиции вдоль реки Самбра.
Пишегрю организовывает и проводит прекрасную кампанию по захвату Западной Фландрии. 7 июля входит в Антверпен, 20 января 1795 года — в Амстердам, бьёт врагов при Касселе, Кортрейке, Менене, захватывает Хертогенбос, Венло, Неймеген, пересекает по льду реку Ваал. После захвата Амстердама он посылает на Зёйдерзе полк гусар, где тот захватывает голландский флот, замёрзший в заливе, при помощи кавалерийской атаки по льду. 14 февраля он входит в Гронинген, захватив тем самым все Нидерланды.

## Термидорианский переворот и Директория

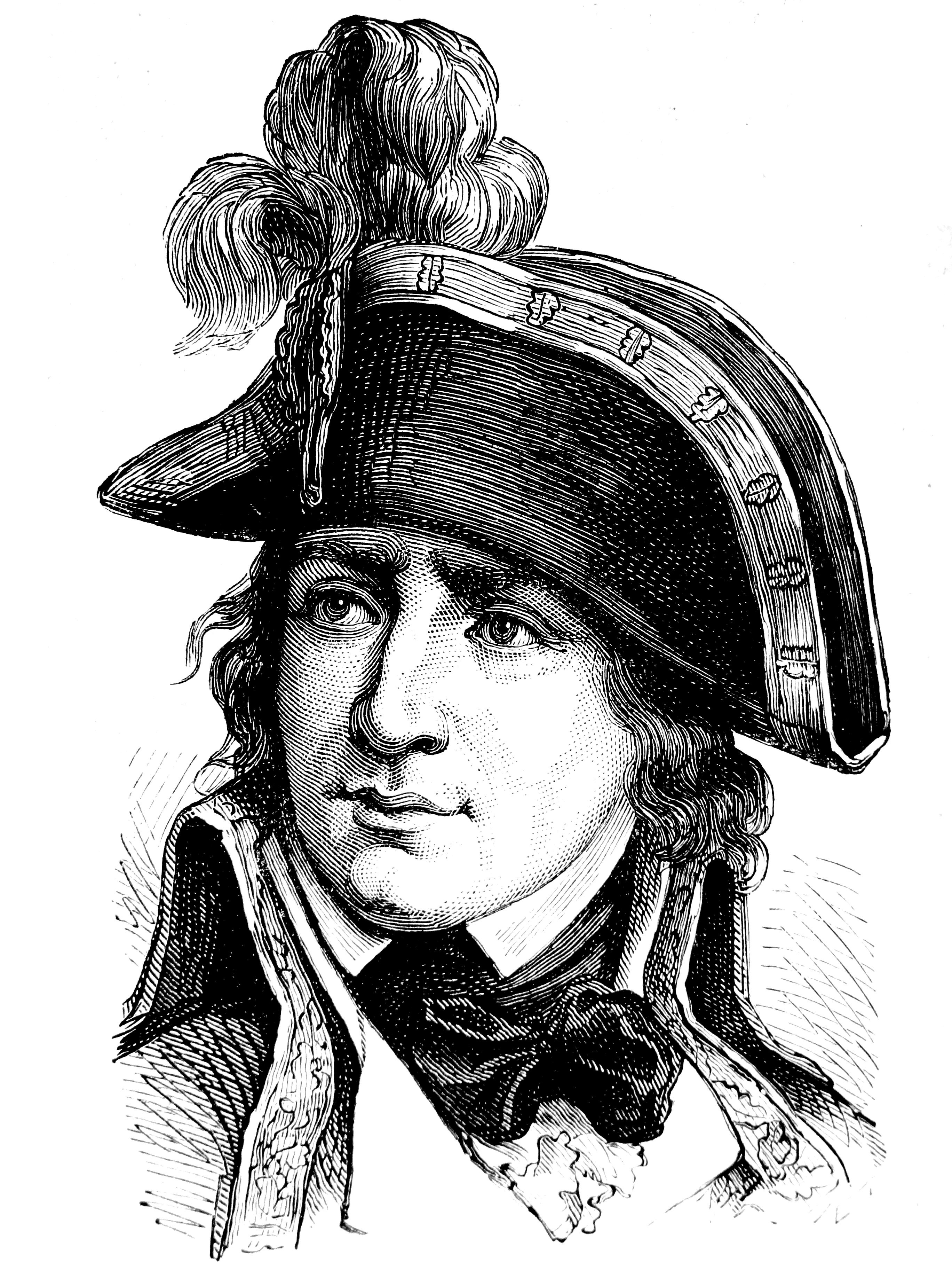
Шарль Пишегрю

Несмотря на то, что его связывали с Сен-Жюстом, Пишегрю предлагает свои услуги Директории.
В апреле 1795 Пишегрю подавляет восстание санкюлотов 12 жерминаля III года (1 апреля 1795 года) против Конвента и получает титул Спасителя Отечества. Затем он снова становится во главе Рейнской (с 20 апреля — Рейнско-Мозельской) армии, Северной армии и Армии Самбры и Меза. Форсировав Рейн, он захватывает Мангейм.
Хотя он и стал революционным героем, деятельности Конвента он, однако, не сочувствовал и, склонившись на сторону роялистов, вступил в тайные сношения с принцем Конде, предводителем отряда французских эмигрантов. Контрреволюционные замыслы не привели ни к чему вследствие нерешительности принца и корыстных стремлений Англии и Австрии, желавших продолжения войны, чтобы увеличить свои владения за счёт Франции.
Он позволяет разбить Журдана, выдав все его планы врагу и приняв участие в заговоре с целью возвращения и коронации Людовика XVIII. Замыслы Пишегрю дошли до сведения Директории и когда в октябре 1795 года он попросил Директорию об отставке, к его удивлению, её немедленно приняли. Он ушёл с позором, получил предложение ехать посланником в Швецию, но отказался. В мае 1797 года выбран в члены, потом в президенты Совета пятисот, где, опираясь на роялистское большинство, выступал против Директории. Он готовил заговор, но во время переворота 18-го фрюктидора был арестован и сослан в Кайенну.

## Бегство из ссылки и гибель

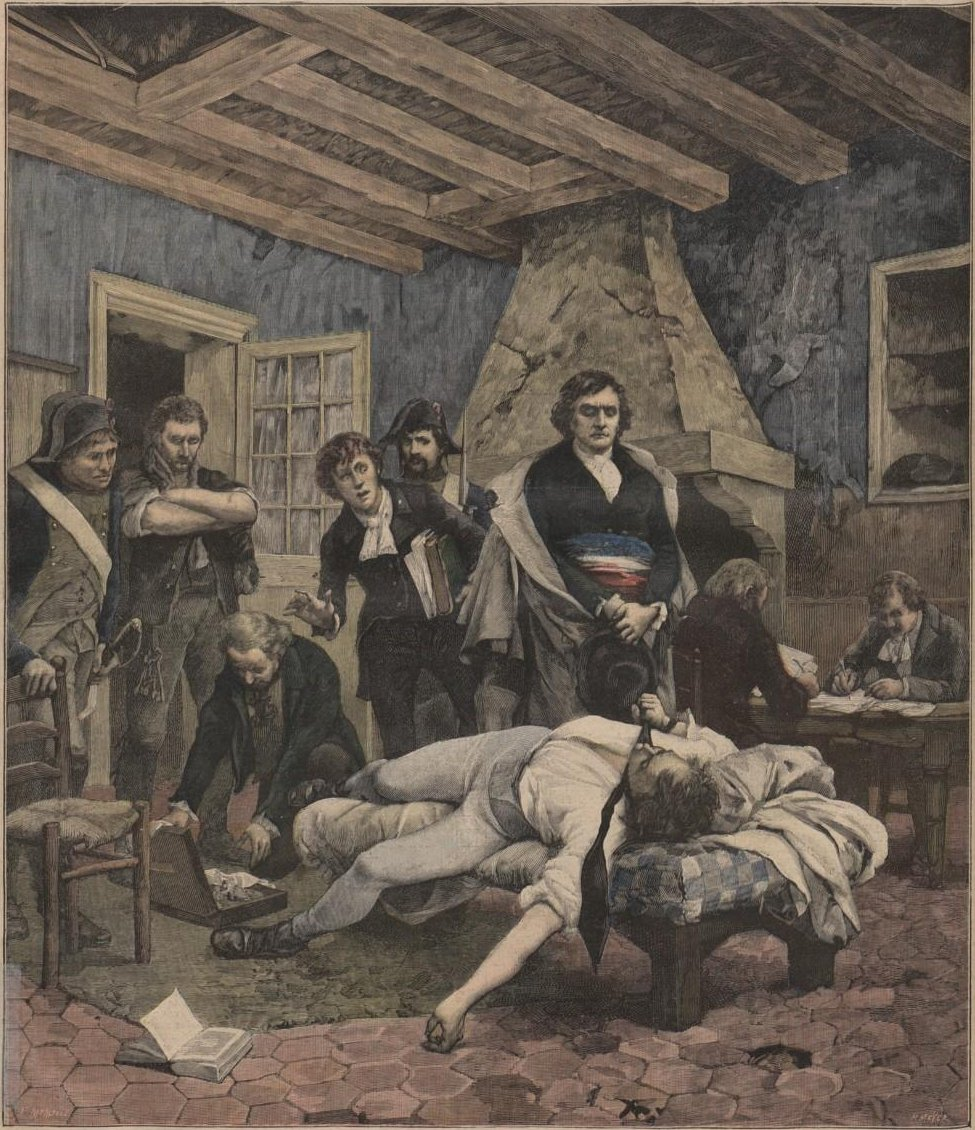
Смерть Пишегрю

Пишегрю и семерым другим французам удалось бежать из ссылки в Парамарибо. Генерал-губернатор Суринама Юрриаан Франсуа де Фридеричи позволил ему сесть на корабль, идущий в Соединённые Штаты. Оттуда он уехал в 1798 году в Англию, а затем в Пруссию, и служил в штабе русского корпуса Александра Римского-Корсакова во время швейцарского похода Суворова.
Он принял участие в заговоре Жоржа Кадудаля, имевшего целью свергнуть первого консула Бонапарта и вернуть Бурбонов на французский престол. В январе 1804 года оба они высадились в Нормандии, но Пишегрю выдал один из его бывших офицеров, Леблан. Он был арестован в ночь на 28 февраля 1804 и заключён в Тампль, где утром 6 апреля его нашли мёртвым. По официальной версии, удавился собственным галстуком, который сам туго затянул на шее при помощи деревяшки. Его похоронили в тот же день на кладбище Сент-Катрин, располагавшемся возле кладбища Кламар в Париже.
Наполеон, будучи на острове Святой Елены, говорил доктору О’Meapa, что считает Пишегрю способнейшим из генералов времён республики.

## Образ в кино
- «Бонапарт и Пишегрю[фр.]» (немой, Франция, 1911), реж. Жорж Денол[фр.]. В роли Пишегрю актёр Луи Раве[фр.]